# Formule van Hooghoudt

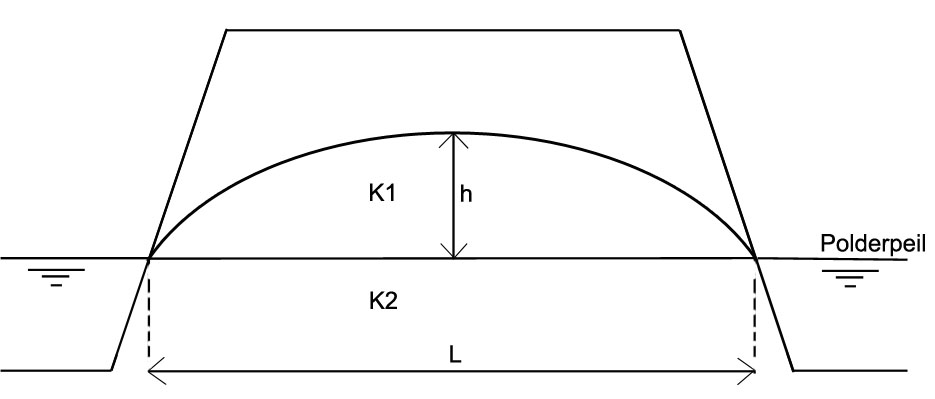
Variabelen in de formule van Hooghoudt

De formule van Hooghoudt is een formule die in 1940 uitgewerkt is door de hydroloog S.B. Hooghoudt, en die wordt gebruikt om de afstand tussen twee sloten of Drain te bepalen.

## Formule
De formule luidt:
{\displaystyle q={{8\cdot K_{2}\cdot d\cdot h+4\cdot K_{1}\cdot h^{2}} \over {L^{2}}}}
Daarin is
- {\displaystyle q} de stationaire afvoer
- {\displaystyle K_{1}} de doorlatendheid van de bodem boven het ontwateringsniveau
- {\displaystyle K_{2}} de doorlatendheid van de bodem beneden het ontwateringsniveau
- {\displaystyle d} de equivalente diepte, een functie van {\displaystyle L,D} en {\displaystyle r} (m)
- {\displaystyle D} de diepte van de ondoorlatende laag onder het ontwateringsniveau
- {\displaystyle L} de afstand tussen de ontwateringsmiddelen
- {\displaystyle h} de maximale opbolling tussen de ontwateringsmiddelen

Voor de afleiding van de formule gebruikte Hooghoudt de som van potentiaalfuncties, en voor de bepaling van de invloed van de ondoorlatende laag, de spiegelmethode. Hij publiceerde tabellen voor de bepaling van de equivalente diepte d, omdat de functie F in de formule bestaat uit een lange reeks termen.
De formule heeft in Noord-Amerika bekendheid gekregen door Van Schilfgaarde.
Aan de hand van de eisen die worden gesteld aan de maximale grondwaterstand, kan met behulp van deze formule bepaald worden wat de afstand tussen de sloten of toe te passen drainage dient te zijn.

## Equivalente diepte
In 1991 is een formule ontwikkeld voor de equivalente diepte ter vervanging van Hooghoudts tabellen:
d = πL/8{ln(L/πr)+F(x)}
waar x = 2πD/L and F(x) = Σ 4e-2nx/n(1-e-2nx) met n=1,3,5, ...

## Hellende gebieden
De formule van Hooghoudt kan ook voor hellende gebieden worden toegepast met of zonder intreeweerstand van het water in de drains. 

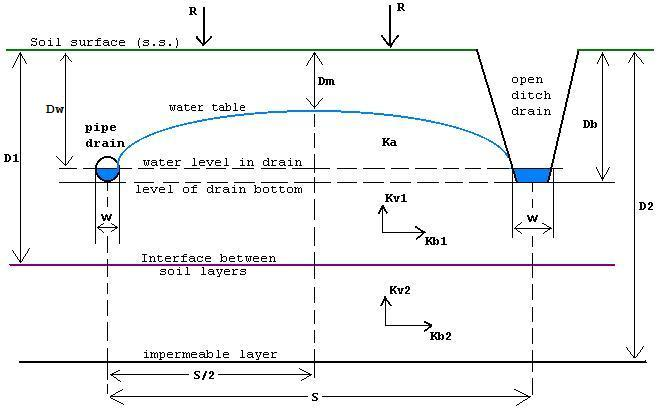
Uitbreiding van de variabelen t.o.v. Hooghoudt

## Uitbreiding
De formule voor de drainafstand kan worden uitgebreid (zie figuur rechts) om rekening te houden met de energie van het inkomende percolatiewater, meerdere bodemlagen, anisotropie van de doorlatendheid, en intreeweerstand.
Voor de oplossing worden numerieke methoden gebruikt, zodat voor de berekeningen een computerprogramma nodig is, bijvoorbeeld EnDrain.

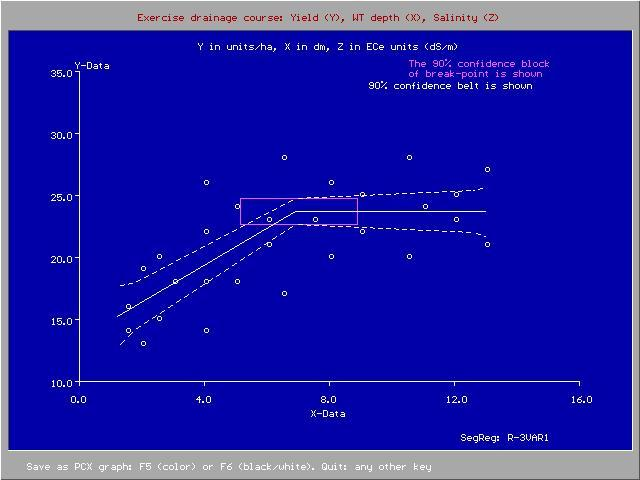
Gewasopbrengst en diepte van het grondwater

## Toepassing
De ontwateringsdiepte (Dm in de witte figuur rechts) speelt een belangrijke rol bij de toepassing van de formule, omdat de landbouwproduktie er afhankelijk van is.
De figuur links laat zien dat een grondwaterdiepte van minder dan 70 cm een opbrengstderving geeft.

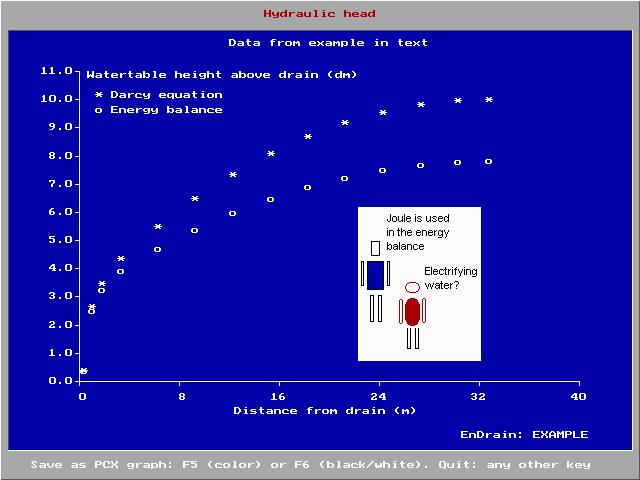
Computerprogramma EnDrain: vorm van de waterspiegel bij drainage

De figuur is gemaakt met het computerprogramma SegReg voor regressie in segmenten.

## Drainagecriteria
Het gebruik van de Hooghoudt- en andere drainageformules bij het ontwerp van een drainagesysteem wordt geleid door drainagecriteria. Een van de criteria is dat de ontwateringsdiepte (Dm in de witte figuur rechts) niet te klein mag zijn om opbrengstderving te vermijden, maar ook niet te groot om de kans op verdroging te verminderen.